# Réactif de Woollins
Le réactif de Woollins est un composé chimique utilisé comme agent de sélénation. Il porte le nom du Professeur John Derek Woollins qui est le directeur du laboratoire de l'Université de St Andrews où ce réactif a été synthétisé pour la première fois.

## Utilisation
Le réactif de Woollins permet la conversion d'un carbonyle en sélénocarbonyle par échange de l'oxygène par un atome de sélénium. Les amides, les nitriles, certains éthers peuvent également être convertis en composés de sélénium via le réactif de Woollins.

## Production et synthèse
Le réactif de Woollins peut être préparé à partir du 1,2,3,4,5-pentaphénylpentaphospholane ou (PhP)5et de sélénium élémentaire par reflux dans une solution de toluène.
Une autre voie de synthèse a été développée pour éviter la manipulation de (PhP)5 qui possède une odeur très désagréable et est sensible à l'air. Un mélange de dichlorophénylphosphine et de séléniure de sodium chauffé à reflux dans du toluène permet la synthèse du réactif avec un excellent rendement (86 %).